# Tetradesmus obliquus
Tetradesmus obliquus je druh jednobuněčné sladkovodní řasy, patřící do skupiny zelených řas (Chlorophyta). Tato řasa dříve patřila do rodu Scenedesmus, ale díky pokroku v taxonomii a molekulární genetice byla přeřazena do samostatného rodu Tetradesmus.

## Výskyt
T. obliquus se často vyskytuje ve stojatých vodách, včetně rybníků, jezer a mělkých toků, kde tvoří součást fytoplanktonu.
Tento druh se vyznačuje vysokou adaptabilitou na různé životní podmínky, včetně změn teploty, světla či dostupnosti živin. Mimo fotoautotrofní růst je schopná růst v heterotrofních nebo mixotrofních podmínkách.

## Charakteristika
Jednotlivé buňky T. obliquus jsou typicky eliptické až oválné s ostrým vrcholem a často tvoří kolonie, které jsou složeny z několika buněk (dvou, čtyř, někdy i osmi) spojených do řetězců. Buňky jsou 5–27 μm dlouhé a 3–9 μm široké.
Buněčná stěna je tvořena polysacharidy (složenými převážně z glukózy, manózy, fruktózy nebo rhamnózy) a aminokyselinami. Buňka je z velké části vyplněna chloroplastem, který každá buňka obsahuje jen jeden. Buňka T. obliquus také obsahuje pyrenoid.
T. obliquus se rozmnožuje nepohlavně autosporami, které jsou uvolněny prasknutím buněčné stěny. Byly zaznamenány i případy pohlavního rozmnožování s biﬂagelními gametami.
Mitochondrie T. obliquus mají speciální genetický kód. Triplet UAG, který běžně kóduje stop kodón, kóduje leucin a triplet UCA, běžně kódující serin, slouží jako signál k terminaci translace.

## Biotechnologické využití
Od roku 2020 roste zájem o T. obliquus v oblasti biotechnologií, především pro výrobu biopaliv, jako například bioethanol, biodiesel, bioplyn. Zároveň se zkoumá její využití v čištění odpadních vod, protože plně metabolizuje látky, které přispívají eutrofizaci, jako dusičnany a fosfáty. T. obliquus kromě toho obsahuje různé biologicky aktivní látky (např. polyfenolické látky, peptidy s antioxidačními účinky), které mají potenciál pro využití ve farmaceutickém a potravinářském průmyslu.